# Genota mitriformis
Genota mitriformis é uma espécie de gastrópode do gênero Genota, pertencente a família Borsoniidae.